# عاطف السادات
محمد عاطف أنور السادات (13 مارس 1948 –  6 أكتوبر 1973) كان طيار مقاتلات قاذفة في القوات الجوية المصرية والأخ الأصغر غير الشقيق للرئيس المصري الأسبق محمد أنور السادات. قُتل في اليوم الأول من حرب أكتوبر 1973 خلال الضربة الجوية الافتتاحية للحرب.

## نشأته
ولد عاطف السادات في 13 مارس 1948 في ميت أبو الكوم، مركز تلا، محافظة
 المنوفية. وتخرج في الكلية الجوية في 1966 وقضى عامين في الاتحاد السوفيتي ضمن برنامج تدريبي على المقاتلات ثم المقاتلات القاذفة طراز سوخوي-7. ليصبح لاحقاً من طياري السرب 52 التابع للواء الجوي 205 والمتمركز في قاعدة بلبيس الجوية، وشارك ضمن طلعات جوية فوق سيناء في عامي 1969 و 1970 ضمن حرب الاستنزاف.

## حرب أكتوبر

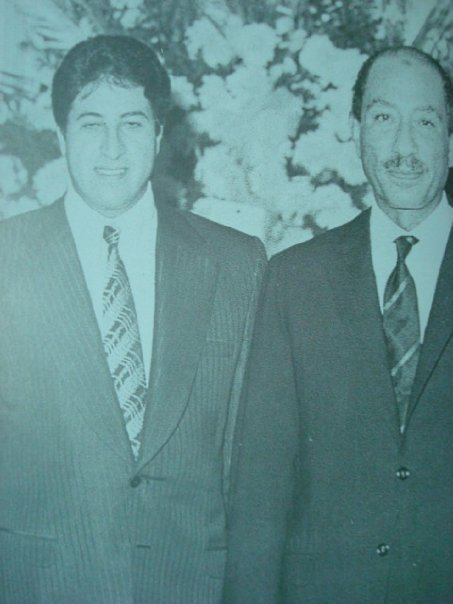
عاطف السادات مع أنور السادات

يُذكر أنه في يوم 5 أكتوبر 1973، أجرى اللواء فاروق عليش تمريناً لقياس حالة الاستعداد لأسراب اللواء 205 في مطار بلبيس، وجرى كل طيار على طائرته داخل دشم الطائرات الحصينة، والتي كانت مسلحة بالقنابل وجاهزة للتحليق ولكن أُلغيت المهمة فقد كان هذا تدريب على تجميع الطيارين.
كان سرب عاطف السادات ضمن الأسراب المشاركة في الضربة الجوية الأولى بقيادة العقيد زكريا كمال، تألف التشكيل الجوي من 36 طائرة سوخوي-7 بخلاف مقاتلات الحماية طراز ميج-21، وكانت المهمة ضرب موقع بطارية صواريخ هوك للدفاع الجوي التي تحمي مطار المليز.
خلال الهجوم على مطار المليز، سقطت أربع طائرات من السرب 52 وقُتل ثلاثة طيارين هم عاطف السادات وزكريا محروس وقائد السرب زكريا كمال، بينما أُسر الرابع وهو شريف عبد الوهاب والذي تمكن من الهبوط بالمظلة، ليصبح أول أسير مصري في حرب أكتوبر. تعطل مطار المليز لبعض الوقت بعد الهجوم، نتيجة تضرر ممره الرئيسي بشدة وإصابة ممره الفرعي، ثم جرى إصلاحه وعاد للخدمة.

## تقارير مقتله
وفق شهادة اللواء فاروق عليش والعميد عبد الرحيم صدقي وطيارين آخرين حول تفاصيل مقتل عاطف السادات، فقد ذكروا أن عاطف قُتل بصاروخ سطح-جو بعدما ارتفع بطائرته ودخل في المدى المؤثر لبطارية الهوك وذلك خلال دورته الثانية أو الثالثة للتأكد من تدمير الهدف المنوط به. ويرد استدعاء قائد لواء السوخوي فاروق أبو النصر عليش من قبل محمد أنور السادات لسؤاله عن الواقعة. فيما تذكر المصادر الإسرائيلية أن مقاتلات اعتراضية طراز نِشر تعرضت للتشكيل المهاجم فوق المليز وأسقطت عدداً من الطائرات المصرية،
وهناك رواية مكذوبة نشرتها بعض الصحف والمواقع الإخبارية المصرية نسبتها لجندي إسرائيلي دون تحقق من صحتها، مفادها أن طائرة عاطف السادات أُصيبت بصاروخ محمول على الكتف وهو أمر عاري عن الصحة، فلم يكن هناك نظام دفاع جوي محمول يخدم آنذاك في الجيش الإسرائيلي، فضلاً عن عدم ذكر رواية آرون بن شتايم في المصادر الإسرائيلية.
انتظرت جيهان السادات حتى اليوم الثامن من الحرب قبل أن تحمل إلى زوجها نبأ وفاة شقيقه، تجنباً لتشتيت انتباهه. فيما ذكرت الصحافة المصرية خبر وفاة عاطف لأول مرة في 5 يناير 1974. كشف متحدث باسم الجيش الإسرائيلي أن فريق بحث عثر على رفاته في الرمال غرب سيناء في 31 مارس 1974، وتسلمتها الحكومة المصرية. ودُفنت رفاة عاطف في نفس اليوم في مسقط رأسه بميت أبو الكوم.

## تكريمه
- نجمة سيناء من الطبقة الأولى: عندما أقيم الاحتفال بتكريم أبطال أكتوبر في مجلس الشعب، تسلم محمد أنور السادات وسام نجمة سيناء تكريماً لاسم شقيقه، وسلمه إليه وزير الحربية أحمد إسماعيل علي.
- أُطلق اسمه على جامع وجمعية خيرية في شارع طومان باي بحي الزيتون.